# Comuna Lozeanskîi, Boureni
Lozeanskîi (în ucraineană Лозянський) este o comună în raionul Boureni, regiunea Transcarpatia, Ucraina, formată din satele Lozeanskîi (reședința) și Sopkî.

## Demografie
Componența lingvistică a comunei Lozeanskîi
     Ucraineană (99,47%)
     Alte limbi (0,48%)
Conform recensământului din 2001, majoritatea populației comunei Lozeanskîi era vorbitoare de ucraineană (99,47%), existând în minoritate și vorbitori de alte limbi.